# 尾澤聖子
尾澤 聖子（おざわ せいこ）は、日本の水上オートバイ選手。新字体で尾沢 聖子（おざわ せいこ）とも表記される。ジェットスポーツにおける、日本人初のワールドチャンピオンである。

## 概要
1990年代から2000年代にかけて、日本のジェットスポーツ界を代表する人物の一人である。日本ジェットスポーツ連盟のランキングでは、「PRO WSKI 800LTD」クラスで最高位1位であった。日本国外の大会にも数多く参加している。一例として、2005年10月、アメリカ合衆国での国際ジェットスポーツ協会世界選手権大会に出場し、「アマプロ女子スキー」クラスにて優勝した。その結果、ジェットスポーツにおける日本人初のワールドチャンピオンとなった。
マリンスポーツ財団から特別賞を授与されるなど、各賞を受賞している。
「Team KAZE SPEED MAGIC」に所属し、愛機は川崎重工業製の「SX-R 800」である。

## 賞歴
- 2006年2月 - マリンスポーツ財団特別賞